# Henri Bois
Henri Bois (* 1862; † 1924) war ein französischer protestantischer Theologe. Er war Professor für Systematische Theologie an der protestantischen Fakultät von Montauban, später dann in Montpellier.
Sein Hauptwerk Le Réveil au Pays de Galles beschäftigt sich mit der Erweckungsbewegung von Wales der Jahre 1904/05.

## Werke
- De la certitude chrétienne. Essai sur la théologie de Frank. 1887.
- De priore Pauli ad Corinthios epistula. 1887.
- Le dogme grec. 1893
- Essai sur les origines de la philosophie judéo-alexandrine. Toulouse, 1890 (Thèse de Montauban)
- Le Réveil au Pays de Galles. Toulouse: Société des publications morales et religieuses 1906
- La philosophie de Calvin. Paris 1919